# 日本クラウン
日本クラウン株式会社（にっぽんクラウン、Nippon Crown Co., Ltd.）は、日本の総合音楽企業。商標名はクラウンレコードで、1973年から1990年の間は、正式社名もクラウンレコード株式会社としていた。

## 沿革
1963年9月、日本コロムビア常務兼レコード事業部長だった辣腕プロデューサーの伊藤正憲が、有田一壽（若松築港社長、後に新自由クラブ参議院議員）と三菱電機の支援を得て独立。
馬淵玄三（五木寛之の連作小説のモデルになった同社文芸部ディレクター）、斎藤昇（同ディレクター、後に社長〜会長）、星野哲郎（作詞家）、米山正夫（作曲家）、北島三郎、水前寺清子、美川憲一らが伊藤を慕い行動を共にした。
日立グループの日本コロムビアから三菱グループへの鞍替えに困難が伴い、北島の楽屋を訪れた斎藤と星野が脱藩の決意を眼力だけで訴えた経緯は、盃事に脚色した『兄弟仁義』に昇華、レコード・映画化され大ヒット。同社の礎を築く。
日本クラウンは、追って創立されたミノルフォン（現：徳間ジャパンコミュニケーションズ）と共に、自前の工場を持たず制作とプロモーションに特化してアーティスト主導の業務内容を打ち出した日本初のレコード会社で、プレスは、プレス専業社のヤンマー音響や東洋化成等に外注する形を採っていた。1970年代後半までミュージック・テープはポニー（現：ポニーキャニオン）が生産する場合があった。
1967年に長寿ラジオ番組『クラウンレコード千円クイズ』（後の1万円クイズ、ラッキープレゼント）を開始。1970年2月、日本テレビとの共同出資でユニオン映画を設立、映像部門に進出。1972年に市川昭介（作曲家）を専属に迎え入れる等、布陣拡充を図ったが、主力の演歌市場の停滞に伴い経営は悪化、三菱グループ側が保有株式をカラオケ大手の第一興商へ徐々に譲渡した結果、第一興商の持分会社化・連結対象化し、三菱グループから離脱、現在に至る。
その後、共に第一興商傘下に入った日本クラウンと徳間ジャパンコミュニケーションズ（ミノルフォンの後身）は、2002年以降、販売部門を統合。2016年に日本クラウンと徳間ジャパンコミュニケーションズの本社を、東京都渋谷区から東京都品川区へと移転した。
設立から1998年まで、当時自前の流通網を持たなかった、エイベックス・ディー・ディー（現：エイベックス株式会社）の販売を受託していた。

## ロゴマーク
- ロゴマークは、横文字の「CROWN」が使われており、特に「W」の形が、王冠に似ている。

## レーベル
- CROWN
- CROWN RECORDS
- PANAM
- GENESIS WORLD
- CROWN STONES（2006年10月設立）
- CROWN GOLD（2006年10月設立）
- playlist Zero（2008年2月設立） - CROWN RECORDSがスタートさせたクラブ対応の新レーベル[5]
- DANZEN MUSIC（2013年設立） - 日本クラウンとニューワールドグループにより設立の男性アーティスト専門レーベル[6]
- e-stretch RECORDS（2014年設立） - ヤマハミュージックアーティスト及びヤマハミュージックパブリッシングとの共同レーベル[7]
- CROWN VenuS（2014年11月設立）[8]
- GEAEG RECORDS（2017年11月設立） - インストユニットDarjeelingが日本クラウン内に設立したレーベル[9]。
- TEPPAN MUSIC（2020年8月設立） - ベリーグッドマンが設立したメジャーレーベル。

### 過去のレーベル
- ULTRA STUPiD RECORDS（2021年1月設立） - BiSのプライベートレーベル。2019年3月設立のRevolver recordsが前身となっている[10]。2025年1月12日、BiS解散により消滅。

## 所属アーティスト

### 演歌・歌謡曲（CRCN–）
- 逢川まさき (2008年〜)
- 青山和子 (2016年〜)
- 青山ひかる (2006年〜)
- 青空風音
- 秋岡秀治 (1991年〜)
- 安代雪絵 (2018年〜)
- 天草二郎 (2005年〜)
- 石橋正次 (1970年〜)
- 伊藤清光 (2003年)
- 大江裕 (2009年〜)

- 大空亜由美 (1996年〜)
- 大橋惠子 (2013年〜)
- 小川はる子 (1987年〜)
- 小田純平
- 尾鷲義仁 (1989年〜)
- 門脇陸男 (1982年〜)
- 鎌田英一
- 川野夏美 (1998年〜)
- 北川大介 (1998年〜)
- 北島三郎 (1963年〜)
- キム・ヨンジャ (1977年〜)

- 黒川英二 (2003年〜)
- 幸治 (KoJi) (2005年)
- 五島つばき (2005年〜)
- 五条哲也 (2007年〜)
- 五代ショウ(2019年〜)
- 小町雪乃 (2000年〜)
- 小柳ルミ子 (2011年〜)
- 西郷輝彦 (1964年〜)[注釈 4]
- 三枝純子（1978年〜）
- 桜ちかこ
- さくらまや (2008年〜)
- 笹みどり (1965年〜)

- 里見浩太朗 (1995年〜)
- 塩乃華織
- JUNKO
- 清水節子 (2008年〜)
- 純烈
- 水前寺清子 (1964年〜1980年、1989年〜)[注釈 5]
- 鈴木史朗 (2003年)
- 静太郎 (2000年〜)
- 瀬川瑛子 (1967年〜)
- 瀬口侑希 (2000年〜)

- 高倉一朗 (2003年〜)
- 高橋キヨ子 (1965年〜)
- 竹川美子 (2003年〜)
- たくみ稜 (2015年〜)
- 立樹みか (1988年〜)
- 千葉げん太 (1976年〜)
- 津田耕治 (1963年〜)
- 津吹みゆ (2015年〜)
- 鳥羽一郎 (1982年〜)
- 中西りえ (2012年〜)

- 長保有紀 (2004年〜)
- なつこ (2012年〜)
- Natsumi
- 成世昌平 (1985年〜)
- 西川晶
- 西村亜希子 (1985年〜)
- 長谷川真吾 (2005年〜)
- 華岡美恵 (1992年〜)
- 花咲ゆき美 (2007年〜)
- はやぶさ
- 平松賢人(2025年〜)

- 真木ことみ (2000年〜)
- 真咲よう子 (1981年〜)
- 松井誠 (2003年〜)
- 松浦あゆ
- 松尾雄史 (2012年〜)
- まつざき幸介 (2013年〜)
- 松永ひと美 (1993年〜)
- 松原愛 (1975年〜)
- 舞乃空 (2023年〜)
- 真帆花ゆり (1988年〜)

- 美川憲一 (1965年〜)
- 水貴かおり
- 水沢明美 (1990年〜)
- 三山ひろし (2009年〜)
- モナオとマシュー (2015年〜)
- 八坂有理 (1988年〜)
- 八汐亜矢子 (2000年〜)
- 矢吹春佳 (2017年〜)
- 山川豊 (2023年〜)
- 山口かおる (2004年〜)
- 山田太郎 (1963年〜)
- れいか (2018年〜)
- ロス・プリモス (1966年〜1968年、1979年〜)[注釈 6]
- 渡辺要 (1992年〜)
- 和田青児 (1999年〜)

### J-POP/ロック（CRCP–）
- UNCHAIN (2015年〜)
- 石橋凌 (2016年〜)
- イルカ (1974年〜)
- THEイナズマ戦隊 (2005年〜2009年、2017年〜)
- LGYankees (2015年〜)
- カーネーション (2016年〜)
- 川村結花 (2017年〜)
- KUNI (2015年〜)
- クジラ夜の街（2023年～）
- GOOD BYE APRIL（2023年～）[11][12]
- コレサワ (2017年〜)
- 鈴木茂 (1975年〜)
- Darjeeling (2017年〜)
- 高野寛 (2018年〜)
- Tiara (2009年〜2014年、2017年〜)
- 転校少女*　(2019年～)
- 傳田真央 (2012年〜2013年、2017年〜)
- naNami (2014年〜)（e-stretch RECORDS）
- Noa (2015年〜)
- Vipera（ヴァイパー） (2017年〜)
- HUSKING BEE (2016年〜)
- 半﨑美子 (2017年〜)
- BRADIO (2023年〜)
- 南こうせつ (1976年〜1980年、2001年〜)
- MAY'S (2015年〜)
- メロディー・チューバック (2017年〜)
- RAMMELLS (2017年〜)
- 海蔵亮太 (2018年〜)
- 工藤晴香 (2020年〜)
- ベリーグッドマン (2020年〜)
- 竹内唯人 (2021年〜)
- LEGO BIG MORL (2022年〜)
- OverTone (2022年〜)
- DEZERT (2024年〜)
- 可憐なアイボリー (2025年〜)

## かつて所属したアーティスト

### あ行
- 愛鈴 (2002年)
- あ☆ぅん (2009年)
- 青木カレン (2006年)
- 青木隆治 (2010年)
- AKAKAGE (2003年〜2004年)
- 秋吉敏子 (2006年)
- 秋吉真実 (2011年〜2014年)
- アグネス・チャン (2000年〜2010年)
- AGGRESSIVE DOGS a.k.a UZI-ONE (2005年)
- 朝比奈亜希 (2005年)
- 朝丘雪路
- 安次嶺奈菜子 (2006年〜2007年)
- absorb (2008年〜2010年)
- アツキヨ (2004年〜2006年)
- ASH DA HERO (2015年〜2017年)
- 渥美清
- amin (1999年〜2004年)
- 雨谷麻世 (2008年)
- 新垣勉 (2010年〜2011年)
- ALvino (2009年〜2011年)
- アルベルト城間 (2010年)
- アンダーグラフ (2014年〜2016年)
- UNDER THE COUNTER (2005年〜2007年)
- 安藤希 (2001年〜2003年)
- あんべ光俊 (2005年)
- 杏里 (2001年〜2002年)
- JETZT（イエッツ） (1996年)
- 石井智美 (2003年〜2004年)
- 泉アキ (1967年〜1968年)
- 伊勢正三 (1980年)
- 磯野テルオ (1999年〜2000年)
- 伊藤清光 (2003年)
- 伊藤秀志 (2003年〜2005年)
- イノトモ (1998年〜2008年)
- In 197666 (2013年〜2014年)
- いんど猫 (1990年〜1992年)
- Wizard (2008年〜2009年)
- ヴィドール (2009年〜2011年)
  - 樹威 (2011年)
- Vimclip（ヴィムクリップ） (2013年〜2014年)
- ウインズ (1991年〜1997年)
- 上野洋子 (2003年〜2005年)
- 宇佐元恭一 (2006年〜2009年)
- SKE48 (2010年〜2011年)
- S.Q.F. (2001年〜2002年)
- N.I.PROJECT (2009年)
- NSP (2005年)
- MK-twinty (2015年〜2016年)
- 王様KINGS (2001年)
- 王族BAND (2009年)
- 大黒裕貴（旧：黒木梨花、現：大黒美和子） (1999年〜2007年)
- 大貫妙子 (1976年〜1977年)
- 岡本真夜 (2008年〜2012年)
- 小川はる子
- 奥田美和子 (2012年〜2013年)
- 奥土居美可 (2005年)
- 織田のぶニャが? (2013年)
- 小野真弓 (2004年〜2005年)
- ORCA (2004年〜2005年)

### か行
- 甲斐よしひろ (2007年〜2008年)
- GACKT (1999年〜2010年)
- 河西智美 (2012年〜2014年)
- 鹿島一朗
- 勝野慎子 (2000年〜2001年)
- 風 (1975年〜1979年)
- 風光ル梟（2017年〜2019年）（2020年よりリリースなし）
- 神園さやか (2003年～2014年)
- 鴨川 (2007年)
- 果山サキ (2011年〜2012年)
- 果鈴（Karin） (2006年)
- 河口恭吾 (2006年〜2009年)
- カンニング (2004年)
- 貴杉奈央（きすぎなお） (2000年)
- 北野里沙 (2014年)
- 木村竜蔵 (2012年〜2015年)
- Kimeru (2005年〜2008年)
- CAMERAMANS (1998年〜1999年)
- C@n-dols (2013年)
- CUEZERO (2003年〜2004年)
- 木村優一 (歌手) (2016年)
- Kill=slayd (1997年〜1998年)
- Cooley High Harmony (2008年)
- 九州男 (2008年〜2010年)
- くもりな (2007年)
- CLOUD (2000年〜2001年)
- CLIFF EDGE (2015年〜2016年)
- Green2 (2005年〜2009年)
- Green☆☆leaves (2002年)
- THE CREATOR OF (2002年)
- The Cheserasera (2014年〜2016年)
- グレイシア (2008年)
- cloe (2008年)
- 黒川芽以 (2007年)
- CROSS HARD (2005年)
- globe(1995年～1997年)
- ケイタク (2009年)
- KENZI & THE TRIPS (2003年〜2006年)
- 小池リサ (2004年)
- 小梅太夫 (2006年〜2007年)
- コーヒーカラー (2004年〜2009年)
- 越中睦士 (2007年)
- KOJIMA (2012年)
- 小林旭 (1964年〜1980年)
- 小林克也（カツヤ・コバヤーシ）
- 東風（こち） (2004年)

### さ行
- Psycho le Cemu (2002年〜2006年)
  - サイコロコロッケ (2003年)
- サンドクロック (2015年〜2018年)
- 作人 (2010年)
- さくまひでき (2011年)
- 桜樹ルイ (1990年)
- 佐々木功 (1964年〜1965年)
- 沢田亜矢子 (1980年〜1982年)
- 沢田聖子 (1979年〜1983年、1997年〜2004年)
- 三角堂 (2000年)
- THE JAYWALK (2003年〜2005年)
- ZIGZO (2012年〜2014年)
- 柴草玲 (2004年)
- 柴山モモ子（環ルナ） (1964年〜1968年)
- Jazzin' park (2011年)
- Shulla (2004年〜2005年)
- ショウタ&チュウタ (2010年)
- SILVA (2014年)
- 須賀ゆう子 (2003年〜2007年)
- sugiurumn (2004年〜2006年)
- SUGIZO (2003年)
- 杉本彩 (1990年)
- Screaming Frogs (2004年〜2005年)
- 鈴木聖美 (2009年)
- 鈴木雄大 (2005年)
- THE STAND UP (2005年〜2007年)
- STRAY PIG VANGUARD (2003年)
- 青春愚連隊 (2006年)
- セラニポージ (2002年)
- ソ・イングク (2013年〜2015年)
- Soul Powers (2002年)
- それでも世界が続くなら (2013年〜2015年)

### た行
- 父2（たぁ〜た〜ず） (2002年)
- タートルズ4 (2007年)
- 高橋和也 (2000年)
- 高野健一 (2005年〜2009年)
- OO TELESA (2003年)
- たま (1989年〜1992年)
- たまちゃんズ (2006年)
- 地井武男（2012年死去）
- 千葉真一 (1966年)
- 知久光康 (2004年〜2005年)
- ちゃい夢 (2001年)
- CHARCOAL FILTER (2006年〜2007年)
- te' (2015年)
- D-NA (2004年)
- DJ SHIMA☆YURI (2015年)
- TR-88 (2009年)
- this is not a business (2015年)
- This Time (1992年〜1995年)
- TENGUY (2015年)
- 電撃ネットワーク (2002年)
- 遠野舞子 (1992年〜1994年)
- Dr.Metal Factory (2009年)
- ドレミ團 (2004年)
- Donna Fiore (2008年)

### な行
- ナイトメア (2003年〜2008年)
  - 仙台貨物 (2004年)
- 中島啓江 (2004年)
- 中山丈二 (1966年頃)
- 成田昭次 (2004年)
- 鳴海カズユキ (2003年〜2004年)
- 弐本恩太 (2006年)
- The New Classics (2008年〜2010年)
- NUDYLINE (2008年〜2009年)
- 猫夜叉 (2006年)
- 中澤卓也
- 西田あい

### は行
- BUS MASTER (2016年)
- ハーモニカ・ライナーズ (2008年)
- BAKI (2009年〜2010年)
- 橋本ひろし (2011年)
- PASSPO☆ (2016年〜2018年)
- Hanaboy (2007年)
- 花やしきちゃん'S (2006年)
- 速水けんたろう (2007年)
- 原田伸郎 (2006年)
- BAND-MAID (2016年〜2020年)
- People In The Box (2009年〜2018年)
- ピーコ (2004年)
- HERO (2013年〜2014年)
- ヒカシュー (1988年)
- ピカピカ (2001年〜2002年)
- 美女木ジャンクション (2009年)
- BiS (2018年〜2025年)
- Vita Nova (2003年〜2004年)
- 日高晤郎
- HIPPY (2015年〜2017年)
- 一節太郎（ひとふしたろう）
- 火野正平 (2009年)
- ヒライケンジ (2006年)
- 平季唯 (2006年)
- ヒロシ (2004年)
- Hiro T.A Sheene
- Fish TONE (2005年)
- face to ace (2001年〜2005年)
- FABLED NUMBER (2017年〜2020年)
- 深谷次郎 (2000年〜2006年)
- ふくろう (2006年)
- 藤圭子 (1996年〜1999年)
- 藤岡宣男 (2004年)
- フラチナリズム (2015年〜2017年)
- BLOOD (2002年)
- BLiSTAR (2010年〜2011年)
- Breath(1999年)[注釈 7]
- 平和勝次とダークホース (1972年〜1998年)
- PENICILLIN (2008年〜2009年)
  - HAKUEI (1996年〜2001年)
  - 808 (1997年〜1999年)
- ベリーズ (1985年〜1986年)
- benzo (1998年〜2001年)
- predia (2014年〜2022年)
- 細野晴臣 (1975年〜1977年)
- POTBELLY (2005年)
- 本田美奈子. (2006年)

### ま行
- MAICO (2012年)
- machine (2001年〜2002年)
- MICROPHONE PAGER (2009年)
- ザ・マスミサイル (2012年〜2013年)
- 真弓明信 (1986年)（1曲のみ発売）
- マユミーヌ (2008年〜2011年)
  - たつやくんとマユミーヌ (2009年〜2010年)
  - カピバラさんとマユミーヌ (2011年)
- MAN WITH A MISSION (2011年〜2013年)（ソニー・ミュージックレコーズに移籍）
- 美樹克彦 (1965年〜1970年)
- 水沢有美 (1966年〜1969年)（西郷輝彦とのデュエット曲『兄妹の星』をリリースした）
- 美空ひばり（日本コロムビア専属だが、シングル盤『関東春雨傘』のみクラウン第1号シングルとして発売。）
- Mizca (2010年〜2011年)
- 今福マサミチ (2016年)
- ミヒャエル・シャブシャブスキー (2002年)
- ミライ・ドライヴ (2007年)
- ムーンライダーズ (1977年〜1980年)
- 六三四 (1999年〜2001年)
- MURO (2009年)
- Metis (2006年〜2009年)
- メロ (2008年)
- Mellowhead (2004年〜2006年)
- MELODY (1999年〜2000年)
- 森友嵐士 (2015年)
  - morioni (2015年)
- 守屋純子 (1997年〜2001年)

### や行
- やなわらばー (2012年〜2015年)
- 山田隆夫 (2001年)
- 山田パンダ (1975年〜1977年)
- 柳ジョージ (1998年〜2001年)
- 山根康広 (1993年〜1997年、2000年〜2006年、2014年〜2015年)
- ゆうゆ (2010年〜2012年)
- ゆまち & 愛奈 (2010年)
- YURI (2012年)
- Yun*chi (2012年〜2017年)
- YO (2002年〜2003年)
- 吉幾三 (1977年のデビューシングルのみ発売。)
- 吉岡亜衣加 (2015年)
- 吉澤嘉代子 (2014年〜2020年)

### ら行
- La Dill (2014年)
- Laputa (2000年〜2004年)
- LOVE MISSILE（ラヴミサイル） (1994年)
- 愛乙女★DOLL（らぶりーどーる） (2014年)
- RAMAR(1999年) [注釈 8]
- Laマーズ (2008年)
- RAM RIDER (2012年)
- Ryu (2004年〜2006年)
- RYO from ORANGE RANGE (2015年)
- りんりん娘 (2003年)
- Luis-Mary (1991年〜1993年)（ヴォーカルの灰猫(HAINE)は現在T.M.Revolutionとして活動中の西川貴教）
- LuLu (2008年〜2009年)
- THE LOCAL ART (2006年〜2007年)
- ローラ・チャン (2010年)
- Rocca (2003年)

### わ行
- 若狭愛 (2002年)
- 渡哲也

## 業務提携
- 徳間書店
- テレビ東京
- 第一興商（親会社）
- 北島音楽出版
- アール・エフ・ラジオ日本 - 2008年2月。提携レーベル「Radi-on」設立。

## 子会社
- クラウン徳間ミュージック販売株式会社
- 株式会社クラウンミュージック
- 株式会社トライエム（映画部門はエイベックスに売却へ。メルダックレーベル関連事業も徳間ジャパンコミュニケーションズに譲渡（現：同メルダック制作室））

## 関連団体
- クラウン少女合唱団 - クラウンレコードの専属合唱団として発足[13]
- クラウン少年合唱団
- クラウン混声合唱団